# Lista de prefeitos de Campo Grande (Mato Grosso do Sul)
Esta é a lista de prefeitos do município de Campo Grande, estado brasileiro de Mato Grosso do Sul.
Esta lista compreende todas as pessoas que tomaram posse definitiva da chefia do executivo municipal e exerceram o cargo como prefeitos titulares, além de prefeitos eleitos cuja posse foi em algum momento prevista pela legislação vigente.
Fundada em 1872, a cidade foi emancipada em 1899, e o governo do estado nomeou Francisco Mestre como primeiro intendente.
A Revolução de 1930 levou à deposição do intendente Antero Antonio de Barros. No mesmo dia que Getúlio Vargas tomou posse como presidente, o militar Deusdedit de Carvalho foi nomeado como prefeito da cidade. Nessa década, o prefeito passou a ser eleito por votação secreta.
Durante alguns momentos da Era Vargas e na ditadura militar, o prefeito era indicado pelo governador. A eleição para o cargo só foi retomada em 1985.
Em março de 2014, o prefeito Alcides Bernal teve o mandato cassado pela Câmara Municipal. O vice-prefeito Gilmar Olarte foi empossado, mas foi afastado no ano seguinte sob suspeita de ter articulado a cassação do antecessor. Por fim, Bernal acabou retornando ao posto por decisão judicial.
Desde 2022, a prefeita de Campo Grande é Adriane Lopes, vice que assumiu a chefia do Executivo municipal após a renúncia de Marquinhos Trad.

## Intendentes da vila e do distrito de Campo Grande
Com a emancipação, Campo Grande foi elevada à categoria de vila e posteriormente a distrito. Doze intendentes foram nomeados ou eleitos nesse período.
| Nº | Nome                        | Imagem | Início do mandato       | Fim do mandato          | Vice-intendente            | Notas                                                      |
| 1  | Francisco Mestre            |        | 27 de agosto de 1899    | 1º de novembro de 1904  | —                          | [ nota 1 ] [ 3 ] [ 4 ] [ 13 ] [ 14 ] [ 15 ] [ 16 ]         |
| 2  | Manoel Inácio de Souza      |        | 1º de novembro de 1904  | 1º de janeiro de 1909   | —                          | [ 3 ] [ 4 ] [ 13 ] [ 14 ] [ 15 ] [ 16 ]                    |
| 3  | João Carlos Sebastião       |        | 1º de janeiro de 1909   | 8 de fevereiro de 1909  | José Santiago              | [ nota 2 ] [ 4 ] [ 13 ] [ 14 ] [ 15 ] [ 16 ]               |
| 4  | José Santiago               |        | 8 de fevereiro de 1909  | 1º de fevereiro de 1910 | —                          | [ nota 3 ] [ 4 ] [ 13 ] [ 14 ] [ 15 ] [ 16 ]               |
| 5  | Antônio Norberto de Almeida |        | 1º de fevereiro de 1910 | 31 de dezembro de 1911  | —                          | [ nota 4 ] [ 4 ] [ 13 ] [ 14 ] [ 15 ] [ 16 ]               |
| 6  | José Santiago               |        | 1º de janeiro de 1912   | 31 de dezembro de 1914  | —                          | [ nota 5 ] [ 4 ] [ 13 ] [ 14 ] [ 15 ] [ 16 ]               |
| 7  | João Clímaco Vidal          |        | 1º de janeiro de 1915   | 19 de fevereiro de 1915 | —                          | [ nota 6 ] [ 4 ] [ 13 ] [ 14 ] [ 15 ] [ 16 ]               |
| 8  | Sebastião da Costa Lima     |        | 19 de fevereiro de 1915 | 21 de junho de 1917     | Fernando Novais            | [ 4 ] [ 13 ] [ 14 ] [ 15 ] [ 16 ]                          |
| —  | vago                        |        | 21 de junho de 1917     | 6 de julho de 1917      | —                          | [ 13 ] [ 15 ]                                              |
| 9  | Fernando Novais             |        | 6 de julho de 1917      | 1º de novembro de 1917  | —                          | [ 4 ] [ 13 ] [ 14 ] [ 15 ] [ 16 ]                          |
| —  | vago                        |        | 1º de novembro de 1917  | 5 de janeiro de 1918    | —                          | [ 13 ] [ 15 ]                                              |
| 10 | Leonel Velasco              |        | 5 de janeiro de 1918    | 20 de março de 1918     | Vespasiano Barbosa Martins | [ nota 7 ] [ 4 ] [ 13 ] [ 14 ] [ 15 ] [ 16 ]               |
| 11 | Vespasiano Barbosa Martins  |        | 20 de março de 1918     | 5 de setembro de 1918   | —                          | [ nota 8 ] [ 4 ] [ 13 ] [ 14 ] [ 15 ] [ 16 ] [ 17 ] [ 18 ] |
| 12 | Rosário Congro              |        | 5 de setembro de 1918   | 11 de agosto de 1919    | —                          | [ nota 9 ] [ 4 ] [ 13 ] [ 14 ] [ 15 ] [ 16 ] [ 19 ]        |

## Intendentes do município de Campo Grande
O distrito foi elevado à categoria de município em 1918, mantendo o cargo de intendente.
| Nº | Nome                          | Imagem | Início do mandato     | Fim do mandato         | Vice-intendente               | Observações                                          |
| 13 | Antônio Norberto de Almeida   |        | 11 de agosto de 1919  | 20 de janeiro de 1920  | Arnaldo Estêvão de Figueiredo | [ nota 10 ] [ 4 ] [ 13 ] [ 14 ] [ 15 ] [ 16 ]        |
| 14 | Arnaldo Estêvão de Figueiredo |        | 20 de janeiro de 1920 | 1º de janeiro de 1921  | —                             | [ nota 11 ] [ 4 ] [ 13 ] [ 14 ] [ 15 ] [ 16 ] [ 20 ] |
| 15 | Arlindo de Andrade Gomes      |        | 1º de janeiro de 1921 | 31 de dezembro de 1924 | ?                             | [ 4 ] [ 13 ] [ 14 ] [ 15 ] [ 16 ] [ 21 ]             |
| 16 | Arnaldo Estevão de Figueiredo |        | 2 de janeiro de 1924  | 31 de dezembro de 1926 | ?                             | [ 4 ] [ 13 ] [ 14 ] [ 15 ] [ 16 ] [ 20 ]             |
| 17 | Jonas Corrêa da Costa         |        | 1º de janeiro de 1927 | 1º de abril de 1929    | Manoel Joaquim de Moraes      | [ 4 ] [ 14 ] [ 15 ] [ 16 ]                           |
| 18 | Inácio Franco de Carvalho     |        | 1º de abril de 1929   | 31 de dezembro de 1929 | ?                             | [ 4 ] [ 14 ] [ 15 ] [ 16 ]                           |
| 19 | Antonio Antero de Barros      |        | 1º de janeiro de 1930 | 10 de outubro de 1930  | ?                             | [ nota 12 ] [ 4 ] [ 14 ] [ 15 ] [ 16 ]               |
| 20 | Mário Pinto Peixoto da Cunha  |        | 10 de outubro de 1930 | 3 de novembro de 1930  | —                             | [ nota 13 ] [ 4 ] [ 13 ] [ 14 ] [ 15 ] [ 16 ]        |

## Prefeitos da cidade de Campo Grande
| Nº                                                             | Prefeito(a)                     | Prefeito(a)                   | Período e duração do mandato                                                 | Partido                                            | Vice-prefeito (a)                                                          | Forma de acesso ao cargo                                                                          | Notas e referências                                         |
| -------------------------------------------------------------- | ------------------------------- | ----------------------------- | ---------------------------------------------------------------------------- | -------------------------------------------------- | -------------------------------------------------------------------------- | ------------------------------------------------------------------------------------------------- | ----------------------------------------------------------- |
| Era Vargas (Segunda República e Terceira República; 1930–1945) |                                 |                               |                                                                              |                                                    |                                                                            |                                                                                                   |                                                             |
| 21                                                             | Deusdedit de Carvalho           |                               | 3 de novembro de 1930 até 2 de dezembro de 1930 (29 dias)                    | militar                                            | —                                                                          | Nomeado pelo interventor federal em Mato Grosso Antônio Menna Gonçalves                           | [ 4 ] [ 14 ] [ 15 ] [ 16 ] [ 22 ]                           |
| 22                                                             | Cesar Bacchi de Araújo          |                               | 2 de dezembro de 1930 até 18 de janeiro de 1931 (1 mês e 17 dias)            | militar                                            | —                                                                          | Nomeado pelo interventor federal Antônio Menna Gonçalves                                          | [ nota 14 ] [ 4 ] [ 14 ] [ 15 ] [ 16 ] [ 23 ]               |
| 23                                                             | Valdomiro Siqueira              |                               | 18 de janeiro de 1931 até 25 de junho de 1931 (5 meses e 8 dias)             | —                                                  | —                                                                          | Nomeado pelo interventor federal Antônio Menna Gonçalves                                          | [ 4 ] [ 14 ] [ 15 ] [ 16 ]                                  |
| 24                                                             | Vespasiano Barbosa Martins      |                               | 25 de junho de 1931 até 10 de julho de 1932 (1 ano e 15 dias)                | —                                                  | —                                                                          | Nomeado pelo interventor federal Artur Antunes Maciel                                             | [ nota 15 ] [ 4 ] [ 14 ] [ 15 ] [ 16 ] [ 17 ] [ 18 ]        |
| 25                                                             | Arthur Jorge Mendes Sobrinho    |                               | 10 de julho de 1932 até 11 de outubro de 1932 (4 meses e 4 dias)             | —                                                  | —                                                                          | Nomeado pelo governador do revolucionário Estado de Maracaju Vespasiano Barbosa Martins           | [ 4 ] [ 14 ] [ 15 ] [ 16 ] [ 24 ] [ 25 ]                    |
| 26                                                             | Ytrio Corrêa da Costa           |                               | 11 de outubro de 1932 até 29 de dezembro de 1933 (1 ano, 1 mês e 18 dias)    | —                                                  | —                                                                          | Nomeado pelo interventor federal Leônidas Antero de Matos                                         | [ 4 ] [ 14 ] [ 15 ] [ 16 ]                                  |
| 27                                                             | Pacífico Lopes de Siqueira      |                               | 29 de dezembro de 1933 até 1º de novembro de 1934 (10 meses e 3 dias)        | —                                                  | —                                                                          | Nomeado pelo interventor federal Leônidas Antero de Matos                                         | [ 4 ] [ 14 ] [ 15 ] [ 16 ]                                  |
| 28                                                             | Vespasiano Barbosa Martins      |                               | 1º de novembro de 1934 até 17 de outubro de 1935 (11 meses e 16 dias)        | —                                                  | —                                                                          | Nomeado pelo interventor federal César de Mesquita Serva                                          | [ 4 ] [ 14 ] [ 15 ] [ 16 ] [ 17 ] [ 18 ]                    |
| 29                                                             | Antônio Luís Almeida Boaventura |                               | 17 de outubro de 1935 até 13 de janeiro de 1937 ({1 ano, 2 meses e 27 dias)  | —                                                  | —                                                                          | Nomeado pelo governador de Mato Grosso Mário Correia da Costa                                     | [ 4 ] [ 13 ] [ 14 ] [ 15 ] [ 16 ]                           |
| 30                                                             | Lourival Azambuja               |                               | 13 de janeiro de 1937 até 15 de março de 1937 (2 meses e 2 dias)             | —                                                  | —                                                                          | Nomeado pelo governador Mário Correia da Costa                                                    | [ 4 ] [ 14 ] [ 15 ] [ 16 ]                                  |
| 31                                                             | Juvenal Vieira de Almeida       |                               | 15 de março de 1937 até 27 de março de 1937 (0 mês)                          | —                                                  | —                                                                          | Nomeado pelo interventor federal Manuel da Silva Pires                                            | [ 4 ] [ 14 ] [ 15 ] [ 16 ]                                  |
| 32                                                             | Eduardo Olímpio Machado         |                               | 27 de março de 1937 até 12 de agosto de 1941 (4 anos, 4 meses e 18 dias)     | —                                                  | —                                                                          | Eleito em data desconhecida                                                                       | [ nota 16 ] [ 4 ] [ 13 ] [ 14 ] [ 15 ] [ 16 ] [ 26 ]        |
| 33                                                             | Demósthenes Martins             |                               | 13 de agosto de 1941 até 1º de setembro de 1941 (0 mês)                      | —                                                  | —                                                                          | Nomeado pelo interventor federal Júlio Müller                                                     | [ 15 ] [ 16 ]                                               |
| 34                                                             | Vespasiano Barbosa Martins      |                               | 1º de setembro de 1941 até 12 de setembro de 1942 (1 ano e 11 dias)          | —                                                  | —                                                                          | Nomeado pelo interventor federal Júlio Müller                                                     | [ 4 ] [ 14 ] [ 15 ] [ 16 ] [ 17 ] [ 18 ]                    |
| 35                                                             | Demósthenes Martins             |                               | 12 de setembro de 1942 até 11 de abril de 1945 (2 anos, 6 meses e 29 dias)   | —                                                  | —                                                                          | Nomeado pelo interventor federal Júlio Müller                                                     | [ 4 ] [ 14 ] [ 15 ] [ 16 ]                                  |
| 36                                                             | Joaquim Teodoro de Faria        |                               | 12 de abril de 1945 até 6 de junho de 1947 (2 anos, 1 mês e 24 dias)         | —                                                  | —                                                                          | Nomeado pelo interventor federal Júlio Müller                                                     | [ 4 ] [ 14 ] [ 15 ] [ 16 ]                                  |
| Quarta República Brasileira (1945–1964)                        |                                 |                               |                                                                              |                                                    |                                                                            |                                                                                                   |                                                             |
| 37                                                             | Carlos Hugueney Filho           |                               | 6 de junho de 1947 até 1º de dezembro de 1947 (5 meses e 25 dias)            | —                                                  | —                                                                          | Nomeado pelo governador Arnaldo Estêvão de Figueiredo                                             | [ 4 ] [ 14 ] [ 15 ] [ 16 ] [ 27 ]                           |
| 38                                                             | Fernando Correia da Costa       |                               | 1º de dezembro de 1947 até 30 de janeiro de 1951 (3 anos, 1 mês e 28 dias)   | União Democrática Nacional (UDN)                   | Arthur de Vasconcelos                                                      | Eleito em data desconhecida                                                                       | [ 4 ] [ 14 ] [ 15 ] [ 16 ] [ 28 ] [ 29 ]                    |
| 39                                                             | Ary Coelho                      |                               | 31 de janeiro de 1951 até 21 de novembro de 1952 (1 ano, 9 meses e 20 dias)  | Partido Social Democrático (PSD)                   | —                                                                          | Eleito em 3 de outubro de 1950                                                                    | [ nota 17 ] [ 4 ] [ 14 ] [ 15 ] [ 16 ] [ 30 ]               |
| 40                                                             | Mário Carrato                   |                               | 22 de novembro de 1952 até 26 de dezembro de 1952 (1 mês e 4 dias)           | ?                                                  | —                                                                          | Assumiu interinamente após a morte do titular na qualidade de presidente da Câmara Municipal      | [ 4 ] [ 14 ] [ 15 ] [ 16 ]                                  |
| 41                                                             | Nelson Borges de Barros         |                               | 27 de dezembro de 1952 até 26 de janeiro de 1953 (29 dias)                   | ?                                                  | —                                                                          | Assumiu interinamente após a morte do titular na qualidade de presidente da Câmara Municipal      | [ 4 ] [ 14 ] [ 15 ] [ 16 ]                                  |
| 42                                                             | Wilson Fadul                    |                               | 26 de janeiro de 1953 até 30 de janeiro de 1955 (1 ano, 11 meses e 26 dias)  | Partido Trabalhista Brasileiro (PTB)               | —                                                                          | Eleito em pleito suplementar                                                                      | [ 4 ] [ 14 ] [ 15 ] [ 16 ] [ 31 ] [ 32 ]                    |
| 43                                                             | Marcílio de Oliveira Lima       |                               | 31 de janeiro de 1955 até 30 de janeiro de 1959 (4 anos)                     | União Democrática Nacional (UDN)                   | Dinamérico Inácio de Souza                                                 | Eleito em 3 de outubro de 1954                                                                    | [ 4 ] [ 14 ] [ 15 ] [ 16 ] [ 33 ]                           |
| 44                                                             | Wilson Barbosa Martins          |                               | 31 de janeiro de 1959 até 24 de janeiro de 1963 (3 anos, 11 meses e 24 dias) | União Democrática Nacional (UDN)                   | Luiz Alexandre de Oliveira                                                 | Eleito em 3 de outubro de 1958                                                                    | [ 4 ] [ 14 ] [ 15 ] [ 16 ] [ 34 ] [ 35 ] [ 36 ]             |
| —                                                              | Luiz Alexandre de Oliveira      |                               | 24 de janeiro de 1963 até 30 de janeiro de 1963 (0 mês)                      | ?                                                  | —                                                                          | Vice-prefeito, assumiu após o afastamento do titular por motivo de doença                         | [ 4 ] [ 14 ] [ 15 ] [ 16 ]                                  |
| 45                                                             | Mendes Canale                   |                               | 31 de janeiro de 1963 até 30 de janeiro de 1967 (4 anos)                     | PSD (até 1965) ARENA (após 1965)                   | Nelson Trad                                                                | Eleito em 7 de outubro de 1962                                                                    | [ 4 ] [ 14 ] [ 15 ] [ 16 ] [ 37 ]                           |
| Quinta República Brasileira (1964–1985)                        |                                 |                               |                                                                              |                                                    |                                                                            |                                                                                                   |                                                             |
| 46                                                             | Plínio Martins                  |                               | 31 de janeiro de 1967 até 30 de janeiro de 1970 (3 anos)                     | Movimento Democrático Brasileiro (MDB)             | Hélio Mandetta                                                             | Eleito em 15 de novembro de 1966                                                                  | [ 4 ] [ 14 ] [ 15 ] [ 16 ] [ 38 ]                           |
| 47                                                             | Mendes Canale                   |                               | 31 de janeiro de 1970 até 30 de janeiro de 1973 (3 anos)                     | Aliança Renovadora Nacional (ARENA)                | Mário Caldas                                                               | Eleito em 1969                                                                                    | [ 4 ] [ 14 ] [ 15 ] [ 16 ] [ 37 ]                           |
| 48                                                             | Levy Dias                       |                               | 31 de janeiro de 1973 até 30 de janeiro de 1977 (4 anos)                     | Aliança Renovadora Nacional (ARENA)                | ?                                                                          | Eleito em 1972                                                                                    | [ 4 ] [ 14 ] [ 15 ] [ 16 ] [ 39 ] [ 40 ]                    |
| 49                                                             | Marcelo Miranda                 |                               | 31 de janeiro de 1977 até 29 de junho de 1979 (2 anos, 4 meses e 28 dias)    | Aliança Renovadora Nacional (ARENA)                | Alberto Cubel Brull                                                        | Eleito em 1976                                                                                    | [ nota 18 ] [ 4 ] [ 14 ] [ 15 ] [ 16 ] [ 41 ] [ 42 ]        |
| 50                                                             | Albino Coimbra Filho            |                               | 29 de junho de 1979 até 7 de novembro de 1980 (1 ano, 4 meses e 9 dias)      | ARENA (até 1979) PDS (após 1979)                   | —                                                                          | Assumiu interinamente após a renúncia do titular na qualidade de presidente da Câmara Municipal   | [ 4 ] [ 14 ] [ 15 ] [ 16 ] [ 43 ] [ 44 ]                    |
| 51                                                             | Leon Denizart Conte             |                               | 7 de novembro de 1980 até 19 de novembro de 1980 (0 mês)                     | Partido Democrático Social (PDS)                   | —                                                                          | Assumiu interinamente na qualidade de presidente da Câmara Municipal                              | [ 4 ] [ 14 ] [ 15 ] [ 16 ]                                  |
| 52                                                             | Levy Dias                       |                               | 19 de novembro de 1980 até 6 de abril de 1982 (1 ano, 4 meses e 18 dias)     | Partido Democrático Social (PDS)                   | —                                                                          | Nomeado pelo governador de Mato Grosso do Sul Pedro Pedrossian                                    | [ nota 19 ] [ 4 ] [ 14 ] [ 15 ] [ 16 ] [ 39 ] [ 40 ] [ 45 ] |
| 53                                                             | Valdir Pires Cardoso            |                               | 6 de abril de 1982 até 12 de maio de 1982 (1 mês e 6 dias)                   | Partido Democrático Social (PDS)                   | —                                                                          | Assumiu interinamente após a renúncia do titular na qualidade de presidente da Câmara Municipal   | [ 4 ] [ 14 ] [ 15 ] [ 16 ] [ 46 ]                           |
| 54                                                             | Heráclito de Figueiredo         |                               | 12 de maio de 1982 até 14 de março de 1983 (10 meses e 2 dias)               | Partido Democrático Social (PDS)                   | —                                                                          | Nomeado pelo presidente João Figueiredo                                                           | [ 4 ] [ 14 ] [ 15 ] [ 16 ] [ 47 ]                           |
| 55                                                             | Nelly Bacha                     |                               | 14 de março de 1983 até 20 de maio de 1983 (3 meses e 6 dias)                | Partido do Movimento Democrático Brasileiro (PMDB) | —                                                                          | Assumiu interinamente após a exoneração do titular na qualidade de presidente da Câmara Municipal | [ 4 ] [ 14 ] [ 15 ] [ 16 ] [ 48 ]                           |
| 56                                                             | Lúdio Coelho                    |                               | 20 de maio de 1983 até 31 de dezembro de 1985 (2 anos, 7 meses e 11 dias)    | Partido do Movimento Democrático Brasileiro (PMDB) | —                                                                          | Nomeado pelo governador Wilson Barbosa Martins                                                    | [ 4 ] [ 14 ] [ 15 ] [ 16 ] [ 49 ] [ 50 ]                    |
| Sexta República Brasileira (1985–presente)                     |                                 |                               |                                                                              |                                                    |                                                                            |                                                                                                   |                                                             |
| 57                                                             | Juvêncio da Fonseca             |                               | 1º de janeiro de 1986 até 31 de dezembro de 1988 (3 anos)                    | Partido do Movimento Democrático Brasileiro (PMDB) | Francisco Maia                                                             | Eleito em 15 de novembro de 1985                                                                  | [ 4 ] [ 14 ] [ 15 ] [ 16 ] [ 51 ] [ 52 ]                    |
| 58                                                             | Lúdio Coelho                    |                               | 1º de janeiro de 1989 até 31 de dezembro de 1992 (4 anos)                    | Partido Trabalhista Brasileiro (PTB)               | Marilu Guimarães                                                           | Eleito em 15 de novembro de 1988                                                                  | [ 4 ] [ 14 ] [ 15 ] [ 16 ] [ 49 ] [ 50 ]                    |
| 59                                                             | Juvêncio da Fonseca             |                               | 1º de janeiro de 1993 até 31 de dezembro de 1996 (4 anos)                    | Partido do Movimento Democrático Brasileiro (PMDB) | Heráclito de Figueiredo                                                    | Eleito em 15 de novembro de 1992 (2º turno)                                                       | [ 4 ] [ 14 ] [ 15 ] [ 16 ] [ 51 ] [ 52 ]                    |
| 60                                                             | André Puccinelli                |                               | 1º de janeiro de 1997 até 31 de dezembro de 2004 (8 anos)                    | Partido do Movimento Democrático Brasileiro (PMDB) | Oswaldo Possari                                                            | Eleito em 31 de outubro de 1996 (2º turno) e reeleito em 1º de outubro de 2000 (1º turno)         | [ 4 ] [ 14 ] [ 15 ] [ 16 ] [ 53 ] [ 54 ] [ 55 ]             |
| 61                                                             | Nelson Trad Filho               |                               | 1º de janeiro de 2005 até 31 de dezembro de 2012 (8 anos)                    | Partido do Movimento Democrático Brasileiro (PMDB) | Marisa Serrano (2005-2006) Nenhum (2006-2008) Edil Albuquerque (2009-2012) | Eleito em 3 de outubro de 2004 (1º turno) e reeleito em 5 de outubro de 2008 (1º turno)           | [ 4 ] [ 56 ] [ 57 ]                                         |
| 62                                                             | Alcides Bernal                  |                               | 1º de janeiro de 2013 até 12 de março de 2014 (1 ano, 2 meses e 11 dias)     | Partido Progressista (PP)                          | Gilmar Olarte (PP)                                                         | Eleito em 28 de outubro de 2012 (2º turno)                                                        | [ nota 20 ] [ 4 ] [ 58 ] [ 7 ]                              |
| 63                                                             | Gilmar Olarte                   |                               | 13 de março de 2014 até 25 de agosto de 2015 (1 ano, 5 meses e 12 dias)      | Partido Progressista (PP)                          | —                                                                          | Vice-prefeito eleito, assume em virtude da cassação do mandato do titular                         | [ nota 21 ] [ 4 ] [ 8 ] [ 9 ]                               |
| —                                                              | Alcides Bernal                  |                               | 25 de agosto de 2015 até 31 de dezembro de 2016 (1 ano, 4 meses e 6 dias)    | Partido Progressista (PP)                          | Gilmar Olarte (PP)                                                         | Prefeito reconduzido ao cargo por decisão judicial                                                | [ 10 ]                                                      |
| 64                                                             | Marcos Trad                     |                               | 1º de janeiro de 2017 até 2 de abril de 2022 (5 anos, 3 meses e 1 dia)       | Partido Social Democrático (PSD)                   | Adriane Lopes (Patriota)                                                   | Eleito em 30 de outubro de 2016 (2º turno) e reeleito em 15 e novembro de 2020 (1º turno)         | [ 59 ] [ 60 ] [ 11 ]                                        |
| 65                                                             | Adriane Lopes                   |                               | 2 de abril de 2022 até 31 de dezembro de 2024 (2 anos e 11 meses)            | Progressistas (PP)                                 | —                                                                          | Vice-prefeita eleita, assume em virtude da renúncia do titular                                    | [ 11 ]                                                      |
| 65                                                             | Adriane Lopes                   | 1° de janeiro de 2025 - Atual | Camilla Nascimento (Avante)                                                  | Progressistas (PP)                                 | Reeleita em 27 de outubro de 2024 (2° turno)                               | [ 61 ] [ 62 ]                                                                                     |                                                             |